# 城贝 (广州市)
城贝是位于中国广东省广州市从化区太平镇的一个自然村。属佛岗村管辖。清代建村。2015年时，户籍人口230人。